# Cape Jeremy
Cape Jeremy – przylądek Półwyspu Antarktycznego, wyznaczający wschodnią stronę północnego wejścia do cieśniny Jerzego VI i punkt wyjścia dla linii oddzielającej Ziemię Grahama od Ziemii Palmera.

## Nazwa
Nazwany przez Brytyjską Ekspedycję do Ziemi Grahama (1934–1937) na cześć Jeremy’ego Gino Scotta (ur. 1934), syna James Maurice’a Scotta (1906-1986), który pracował jako agent wyprawy (ang. home agent) .

## Geografia
Cape Jeremy tworzy południowo-zachodni kraniec Fallières Coast . Wyznacza wschodnią stronę północnego wejścia do cieśniny Jerzego VI .
Linia łącząca Cape Jeremy z Cape Agassiz (68°29'S 62°56'W) – na styku Wybrzeża Bowmana i Wybrzeża Wilkinsa wyznacza granicę między północną częścią Półwyspu Antarktycznego – Ziemią Grahama a jego częścią południową – Ziemią Palmera.

## Historia
Cape Jeremy został odkryty przez Brytyjską Ekspedycję do Ziemi Grahama (1934–1937) pod kierownictwem australijskiego polarnika Johna Rymilla (1905–1968) , która zbadała przylądek . W grudniu 1948 roku teren został przebadany przez Falkland Islands Dependencies Survey (FIDS) .

### Cape Jeremy Affair
W 1968 roku na wysokości Cape Jeremy doszło do incydentu – pod wyprawą psimi zaprzęgami British Antarctic Survey załamał się lód i grupa ludzi wraz z psami zaczęła dryfować na otwarte wody – po kilkunastu dniach obozowania na dryfującej krze morze zaczęło ponownie zamarzać i członkom wyprawy udało się wrócić do bazy na Stonington Island . Incydent ten nazywany jest The Cape Jeremy Affair . Na podstawie raportu BAS z incydentu Craig Vear skomponował eksperymentalny utwór na dwóch muzyków i dwa laptopy – The Cape Jeremy Affair.